# 彭士愁
彭士愁（？—956年），字彦晞，又名仕然，南楚溪州（治今湖南永顺东南）刺史彭瑊之子，赤石洞蛮酋。
910年，升任靖边都指挥使、守溪州刺史。拥有上、中、下溪州，并领有保靖、永顺等州，拥兵万余人，日渐强大。彭瑊的哥哥彭玕之女是楚王馬希範的顺贤夫人。938年，顺贤夫人死，939年八月，彭士愁率领奖州、锦州“蛮”万余人攻打南楚的辰州、澧州，九月，马希范命左静江指挥使刘勍等帅衡山兵五千讨伐。十一月，刘勍反击，彭士愁退守溪州。溪州兵败，弃州走保山寨。940年，山寨被楚兵攻占、焚毁，彭士愁逃入奖、锦深山。刘勍围攻彭士愁至深山，彭士愁派次子彭师杲（彭师暠）率向、田、龚、朱、覃诸部首长纳溪、锦、奖三州印，请降于楚。楚王徙溪州于便地，以其为溪州刺史。马希範在溪州立铜柱纪念，铜柱重五千斤，高丈二。956年，彭士愁死后，长子彭师裕袭位永顺节度使。次子彭师杲为保靖节度使。